# Смеша
Смеша или смеса је скуп две или више различите  супстанце, за разлику од чистих (простих) супстанци које сачињава само један елемент или једно једињење. Смеша је физичка комбинација две или више супстанци у којима се задржавају идентитети и мешају у облику раствора, суспензија и колоида.
Смеше су један производ механичког блендирања или мешања хемијских супстанци као што су елементи и једињења, без хемијског везивања или других хемијских промена, тако да свака супстанца састојка задржава сопствена хемијска својства и састав. Упркос чињеници да нема хемијских промена у њеним састојцима, физичка својства смеше, као што је тачка топљења, могу се разликовати од оних компоненти. Неке смеше се могу раздвојити на своје компоненте коришћењем физичких (механичких или термичких) средстава. Азеотропи су једна врста мешавине која обично представља значајне потешкоће у погледу процеса раздвајања који су потребни за добијање њихових састојака (физички или хемијски процеси или чак њихова мешавина).

## Особине смеша
Особине смеша су адитивне, односно, она задржава особине свих супстанци које је чине. Тако ће водени раствор шећера имати особине и шећера и воде.
Све смеше се могу окарактерисати као одвојиве механичким средствима (нпр. пречишћавање, дестилација, електролиза, хроматографија, топлота, филтрација, гравитационо сортирање, центрифугирање). Смеше се разликују од хемијских једињења на следеће начине:
- супстанце у смеши се могу раздвојити коришћењем физичких метода као што су филтрација, замрзавање и дестилација;
- постоји мала или никаква промена енергије када се формира смеша (погледајте енталпија мешања);
- Супстанце у смеши задржавају своја посебна својства.

У примеру песка и воде, ниједна од две супстанце се ни на који начин није променила када су помешане. Иако је песак у води, он и даље задржава иста својства која је имао када је био ван воде;
- смеше имају променљив састав, док једињења имају фиксну, одређену формулу;
- када се мешају, појединачне супстанце задржавају своја својства у смеши, док ако формирају једињење њихова својства могу да се промене.[11]

Следећа табела показује главна својства и примере за све могуће комбинације фаза три „породице” смеша:
| Дисперзиони медијум (мешавина фаза) | Растворена или диспергована фаза | Раствор                                                     | Колоид                                               | Суспензија (груба дисперзија)                                                     |
| ----------------------------------- | -------------------------------- | ----------------------------------------------------------- | ---------------------------------------------------- | --------------------------------------------------------------------------------- |
| Гас                                 | Гас                              | Гасна смеша: ваздух (кисеоник и други гасови у азоту)       | Не                                                   | Не                                                                                |
| Гас                                 | Течност                          | Не                                                          | Течни аеросол: магла, измаглица, пара, спреј за косу | Спреј                                                                             |
| Гас                                 | Чврст материјал                  | Не                                                          | Чврсти аеросол: дим, ледени облак, прахови у ваздуху | прашина                                                                           |
| Течност                             | Гас                              | Раствор: кисеоник у води                                    | ликвидна пена: Шлаг, пена за бријање                 | морска пена, пивска пена                                                          |
| Течност                             | Течност                          | Раствор: алкохолна пића                                     | Емулзија: млеко, мајонез, крема за руке              | Винегрет                                                                          |
| Течност                             | Чврст материјал                  | Раствор: шећер у води                                       | Ликвид сол: пигментисано мастило, крв                | Суспензија: муљ (честице тла суспендоване у води), кредни прах суспендован у води |
| Чврст материјал                     | Гас                              | Раствор: водоник у металима                                 | Чврста пена: Аерогел, стиропор, пловућац             | Пена: суви сунђер                                                                 |
| Чврст материјал                     | Течност                          | Раствор: амалгам (жива у злату), хексан у парафинском воску | Гел: агар, гелатин, силикагел, опал                  | Wet sponge                                                                        |
| Чврст материјал                     | Чврст материјал                  | Раствор: легуре, пластификатори у пластикама                | Чврсти сол: чаша од бруснице                         | Глина, блато, песак, шљунак, гранит                                               |

## Састав
За разлику од једињења, чији су састојци увек сједињени у одређеним односима, смеша је супстанца која не мора да има сталан састав при различитим добијањима. Чак и однос кисеоника и азота у ваздуху није увек сталан, што указује на то да је ваздух смеша (ово је показао Роберт Бунзен 1846. године).

## Хомогене и хетерогене смеше
Смеше су обично хетерогене, што значи да се јасно могу уочити разлике између супстанци које их чине. На пример, лако је уочити у смеши песка и шећера, које су честице песка, а које шећера. Хомогена је она смеша код које један део има потпуно исти састав и особине као сваки други део. Дешава се да су састојци неке смеше довољно мали да се не могу видети голим оком, па такве смеше изгледају хомогено. Такав је случај са крвљу. Под микроскопом се види да крв сачињава безбојна течност са суспендованим честицама. Сличан је случај и са млеком. Примери за праве хомогене смеше (јер се хетерогеност не може доказати) су неки водени раствори (шећера, соли итд.).
У физичкој хемији и науци о материјалима, „хомоген” уже описује супстанце и смеше које су у једној фази.

### Решење
Раствор је посебна врста хомогене смеше где однос растворене супстанце и растварача остаје исти у целом раствору и честице нису видљиве голим оком, чак и ако су хомогенизоване са више извора. У растворима, растворене материје се неће исталожити ни након неког временског периода и не могу се уклонити физичким методама, као што су филтер или центрифуга. Као хомогена смеша, раствор има једну фазу (чврсту, течну или гасовиту), иако су фазе растворене супстанце и растварача у почетку могле бити различите (нпр. слана вода).

## Добијање смеша
Ослобађање гаса, топлоте, зрачења светлости или стварање струје су појаве које обично прате неку хемијску реакцију. Уколико не дође до ових појава приликом мешања супстанци, претпоставља се да се није десила хемијска реакција, већ да се направила смеша.

## Раздвајање састојака смеша
Састојци у смеши се раздвајају коришћењем физичких промена супстанци. При томе се могу користити различита физичка својства, као што су магнетизам, специфична тежина, (не)растворљивост у одговарајућим растварачима, тачка мржњења, као и методе: дестилација, ликвација, дифузија, елутрација, флотација.

## Разликовање типова смеша
Прављење разлике између хомогених и хетерогених смеша је питање обима узорковања. На довољно грубој скали, за сваку мешавину се може рећи да је хомогена, ако се цео артикал рачуна као његов „узорак“. На довољно финој скали, за сваку смешу се може рећи да је хетерогена, јер узорак може бити мали као један молекул. У практичном смислу, ако је својство смеше од интереса исто, без обзира на то који се узорак узима за испитивање, смеша је хомогена.
Гијева теорија узорковања квантитативно дефинише хетерогеност честице као:
{\displaystyle h_{i}={\frac {(c_{i}-c_{\text{batch}})m_{i}}{c_{\text{batch}}m_{\text{aver}}}},}
где су {\displaystyle h_{i}}, {\displaystyle c_{i}}, {\displaystyle c_{\text{batch}}}, {\displaystyle m_{i}}, и {\displaystyle m_{\text{aver}}} респективно: хетерогеност {\displaystyle i}-те честице популације, масена концентрација својства од интереса у {\displaystyle i}-тој честици популације, масена концентрација својства од интереса у популацији, маса {\displaystyle i}-те честице у популацији и просечна маса честице у популацији.
Током узорковања хетерогених смеша честица, варијанса грешке узорковања је генерално различита од нуле.
Пјер Ги је извео, из Поасоновог модела узорковања, следећу формулу за варијансу грешке узорковања у концентрацији масе у узорку:
{\displaystyle V={\frac {1}{(\sum _{i=1}^{N}q_{i}m_{i})^{2}}}\sum _{i=1}^{N}q_{i}(1-q_{i})m_{i}^{2}\left(a_{i}-{\frac {\sum _{j=1}^{N}q_{j}a_{j}m_{j}}{\sum _{j=1}^{N}q_{j}m_{j}}}\right)^{2},}
у којој је V варијанса грешке узорковања, N је број честица у популацији (пре узимања узорка), q i је вероватноћа укључивања i-те честице популације у узорак (тј. инклузиона вероватноћа првог реда). вероватноћа ith particle), m i is the mass of the ith particle of the population and a i is the mass concentration of the property of interest in the ith particle of the population.-те честице), m i је маса i-те честице популације и a i је масена концентрација особине од интереса у i-ој честици популације.